# Université d'État Angelo
L'université d'État Angelo (en anglais : Angelo State University) est une université située à San Angelo, Texas. Elle est membre du réseau de l'université Texas Tech et de la Lone Star Conference (une des vingt-quatre conférences que compte la division II de NCAA).